# Echion (Sparte)
Echion (altgriechisch Ἐχίων Echíōn, deutsch ‚Schlangenmann‘, von ἔχις échis, deutsch ‚Viper‘) ist in der griechischen Mythologie einer der fünf überlebenden Sparten (Spartoi, ‚gesäte Männer‘), die aus den von Kadmos gesäten Drachenzähnen entstanden.
Echion wurde für seine große Tapferkeit von Kadmos als Schwiegersohn ausgewählt. Mit der Tochter des Kadmos, Agaue, ist er Vater des Pentheus. Bei Ovid erbaut er mit Kadmos zusammen Theben, wo er einen Tempel für Kybele errichtet.